# 司馬沖
司馬 沖（しば ちゅう、永嘉5年（311年）- 咸康7年8月1日（341年8月28日））は、中国の東晋の皇族。東海哀王。字は道譲。

## 経歴
琅邪王司馬睿と石婕妤のあいだの子として生まれた。東海王司馬越の嫡子の司馬毗が石勒に捕らえられて、生死不明になると、司馬沖は元帝（司馬睿）により司馬毗の後継とされ、東海世子を称した。毗陵郡に封邑1万戸を得た。後に食邑は下邳郡と蘭陵郡に改められた。司馬越の妃の裴氏が太妃となると、司馬沖は長水校尉に任じられた。劉耽を司馬とし、庾懌を功曹とし、顧和を主簿として、実務を補佐させた。永昌元年（322年）、中軍将軍に転じ、散騎常侍の位を加えられた。太寧2年（324年）6月、王敦が二度目の反乱を起こすと（王敦の乱）、王敦は明帝（司馬紹）の廃立と司馬沖の擁立を企てたが、程なくして王敦は病死し、残党は鎮圧された。
東海太妃裴氏が死去すると、司馬毗の喪が発せられた。司馬沖は東海王位につき、滎陽を東海国とした。咸和9年（334年）、車騎将軍となった。咸康6年（340年）3月、驃騎将軍に転じた。
咸康7年8月辛酉（341年8月28日）、薨去。享年は31。侍中・驃騎大将軍・儀同三司の位を追贈された。

## 没後
司馬沖に子はなく、咸康8年（342年）6月に成帝の次男の司馬奕が後を嗣いで、東海王となった。升平5年（361年）5月に哀帝が即位すると、司馬奕が代わって琅邪王となったため、東海王位は空位となった。興寧3年（365年）2月に哀帝が死去すると、司馬奕は帝位についた。咸安元年（371年）11月に司馬奕は桓温によって廃位され、再び東海王となった。咸安2年（372年）1月に司馬奕は海西公に落とされたため、また東海王位は空位となった。隆安4年（400年）11月、会稽王司馬元顕の次男の司馬彦璋が東海王となり、司馬沖の曾孫扱いとされた。呉興郡を食邑としたが、元興元年（402年）3月に司馬彦璋が桓玄に殺害されると、東海国は廃止された。

## 伝記資料
- 『晋書』巻64 列伝第34